# سحر دبوق
سحر دبوق (من مواليد 5 أكتوبر 1985) هي لاعبة ومدربة كرة قدم لبنانية، كانت تلعب كلاعبة قلب دفاع، وهي لاعبة ومدربة للنادي اللبناني سوبر جيرلز، وهي رئيسة النادي، وأيضًا المدربة الرئيسية لمنتخب لبنان للسيدات تحت 16 عامًا؛ مثلت لبنان دوليا كلاعبة.

## مهنة النادي
انضمت إلى فريق الأنصار للسيدات في عام 2006، وبقيت في النادي حتى عام 2009 عندما انضمت إلى نادي الصداقة، وبقيت فيه حتى ألغي في عام 2014، ورشحت كأفضل لاعبة في الدوري اللبناني لكرة القدم للسيدات لموسم 2012.

## مهنة دولية
مثلت لبنان في مسابقات متعددة، وهي البطولة العربية للسيدات 2006، وبطولة اتحاد غرب آسيا للسيدات 2007، وتصفيات كأس آسيا للسيدات 2014 في 2013، حيث لعبت ثلاث مباريات وسجلت هدفًا واحدًا في مرمى الكويت.

## مهنة إدارية
كانت المدرب الرئيسي لمنتخب لبنان للسيدات تحت 16 سنة (لبنان ب) في بطولة غرب آسيا لكرة القدم للفتيات تحت 18 سنة 2022. حيث ساعدت منتخب لبنان تحت 16 سنة في الاحتفاظ بلقبه في بطولة اتحاد غرب آسيا لكرة القدم تحت 16 سنة 2022، بعد فوزه على منتخب الأردن بنتيجة 2-0 في المباراة النهائية.

## الإحصائيات المهنية

### دولية
| # | تاريخ        | مكان                           | الخصم  | نتيجة | حصيلة | مسابقة                       |
| - | ------------ | ------------------------------ | ------ | ----- | ----- | ---------------------------- |
| 1 | 9 يونيو 2013 | ستاد عمان الدولي، عمان، الأردن | الكويت | 1-0   | 12-1  | تصفيات كأس آسيا للسيدات 2014 |

## الإنجازات

### كلاعبة
الأنصار
- كأس لبنان للسيدات : 2007–08، 2008–09

الصداقة
- الدوري اللبناني لكرة القدم للسيدات : 2008–09، 2009–10، 2010–11، 2011–12، 2012–13
- كأس الاتحاد اللبناني للسيدات: 2008–09، 2009–10، 2010–11، 2011–12

لبنان
- بطولة اتحاد غرب آسيا لكرة القدم للسيدات المركز الثالث: 2007

### كمدربة
لبنان تحت 16 سنة
- بطولة اتحاد غرب آسيا تحت 16 سنة : 2022

## روابط خارجية
- سحر دبوق على موقع أف آي لبنان (FA Lebanon)
- سحر دبوق  على سكروي